# Josep Antoni Salgot i Vila
Josep Antoni Salgot i Vila (Aiguafreda, Osona, 1953 - Aiguafreda, 22 de juliol de 2019) va ser un director de cinema, pintor i poeta català.

## Biografia
Llicenciat en ciències econòmiques, estudià també sociologia, grafisme, fotografia i cinema. Col·labora en diverses revistes i mitjans cinematogràfics, i va començar a treballar amb el grup Nou Grup de Teatre Universitari. El 1973 fundà el Grup Obert de Disseny amb Joan Reig, Josep Rigol, Enric Cusí i Carles Jover i Ricart. Fruit d'aquesta experiència foren un parell de curts (1974-75), un dels quals, Olvidar esas horas (1974), participà en certàmens internacionals de prestigi. El 1976 crearen la productora Imatge Comunicacions, SA (IMATCO, SA), per a la qual rodaren Madison (1977), Premi Sant Jordi de Cinematografia 1978 al millor curt espanyol, i el llarg Serenata a la claror de la lluna (1978), que rebé el primer premi al Festival de Huelva 1978. Gràcies al contacte amb Josep Joan Bigas i Luna, rodà en solitari el seu guió Mater amatísima (1979-80), l'única pel·lícula catalana que forma part de la col·lecció del MoMA. Malgrat els nombrosos guardons i la bona acollida, fins i tot internacional, obtinguts per aquest film personal entorn de la relació obsessiva d'una mare amb el seu fill autista, no tornà a rodar fins al 1988, aquest cop el thriller Estación Central. Després d'un nou parèntesi, adaptà la novel·la d'Antonio Tabucchi Dama de Porto Pim (2001). La seva última producció fou My Way (2008). També va realitzar alguns documentals i sèries de televisió. D'entre els episodis de sèries de televisió que dirigí destaca De moda, 1986, i Cròniques de la veritat oculta, 1997. Fou un dels impulsors de l'Acadèmia del Cinema Català. A més del cinema, practicà la pintura de manera habitual. El 2012 rebé la Medalla d'Honor de la Ciutat de Barcelona. En paral·lel al cinema, Salgot també exercí de pintor, sobretot des de finals dels anys vuitanta, i va escriure poesia. A més, ha col·laborat en diverses revistes, entre les quals, Ajoblanco i Fotogramas.